# Американо-канадские отношения
Американо-канадские отношения — двусторонние дипломатические отношения между Соединёнными Штатами Америки и Канадой. Протяжённость государственной границы между странами составляет 8893 км.

## История

Канадская версия марки, посвященной совместному строительству морского пути Святого Лаврентия, 1959 год.

Соединённые Штаты и Канада имеют самую протяжённую государственную границу в мире, их двустороннее сотрудничество является примером близких межгосударственных отношений. Это сотрудничество находит своё отражение в высоких объёмах двусторонней торговли — товарооборот составляет около 1 600 000 000 долларов США в день. Около 300 000 человек пересекает границу между странами каждый день. Две страны тесно сотрудничают во всех областях, начиная от органов безопасности до охраны окружающей среды. Министерство обороны США имеет больше обязательств и договорённостей с Канадой, чем с любой другой страной мира. Совместный Постоянный Совет по оборонной политике позволяет странам проводить консультации по двусторонним вопросам обороны, обе страны также являются членами блока НАТО.
У Соединённых Штатов есть несколько успешных совместных правоохранительных программ с Канадой, таких как Комплексный пограничный контроль (IBET), Пограничный контроль безопасности целевых групп (BEST) и Комплексный трансграничный контроль морского правопорядка (ShipRider).  Соединённые Штаты и Канада работают вместе для разрешения  трансграничных экологических и водных проблем. Основным инструментом такого сотрудничества является Международная совместная комиссия, учреждённая в 1909-м году после подписания Договора о пограничных водах. Канада является союзником Соединённых Штатов в международных переговорах по изменению климата.
28 июня 2023 г. государственный департамент США одобрил закупку многоцелевых самолетов базовой патрульной авиации P-8A Poseidon и сопутствующего оборудования на сумму около 5,9 млрд долларов для вооруженных сил Канады.

## Торговля

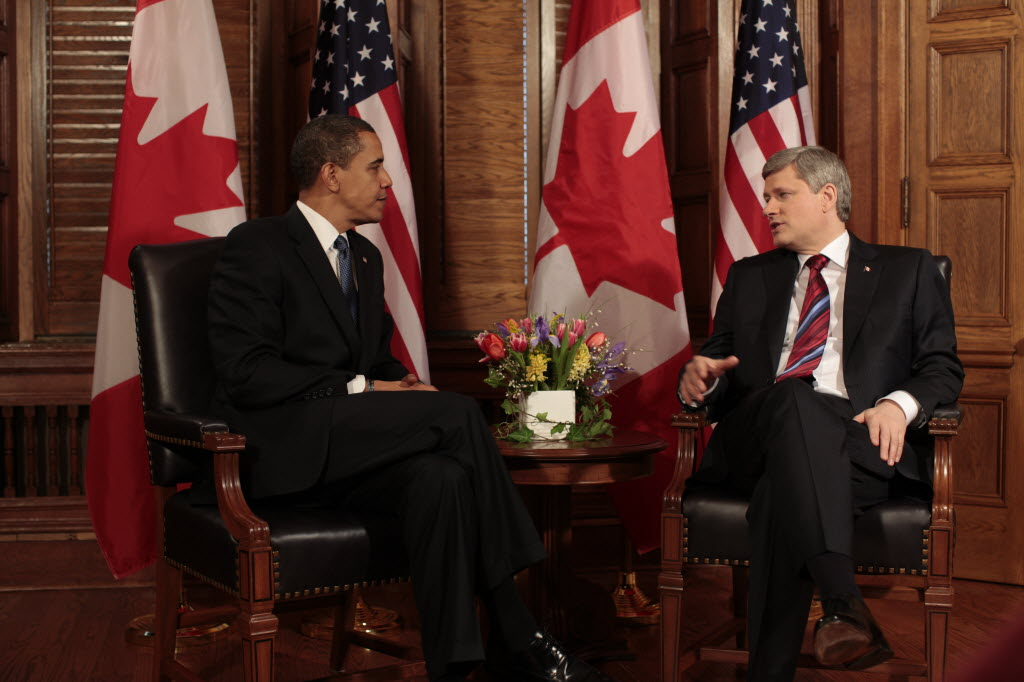
Барак Обама на встрече со Стивеном Харпером в 2008 году.

Соединённые Штаты и Канада имеют крупнейшие в мире торговые отношения, которые поддерживают миллионы рабочих мест в каждой стране. Канада является крупнейшим иностранным поставщиком энергии и нефти в Соединённые Штаты. Канада и Соединённые Штаты работают над созданием интегрированной энергосистемы, которая будет отвечать всем стандартам надёжности. Канадский уран является сырьём для работы американских атомных электростанций.
Североамериканское соглашение о свободной торговле (НАФТА) между США, Канадой и Мексикой направлено на снижение торговых барьеров и создание общих согласованных правил торговли. Соединённые Штаты являются крупнейшим иностранным инвестором в канадскую экономику, а Канада является пятым по величине иностранным инвестором в Соединённые Штаты. Инвестиции США в Канаду направлены в горнодобывающую и металлургическую промышленность, нефтяную и химическую промышленности, производство оборудования, финансовую и транспортную систему. Канадские инвестиции в экономику США сосредоточены в области финансов и страхования, производства, банковской и информационной систем, розничной торговли и других секторах.
Двусторонние торговые споры решаются посредством двусторонних консультативных форумов или направление жалоб в НАФТА и Всемирную торговую организацию (ВТО).